# ژیمناستیک در المپیک تابستانی ۱۹۹۶
ژیمناستیک در بازی‌های المپیک تابستانی ۱۹۹۶ نام رویداد ورزش ژیمناستیک در بازی‌های المپیک تابستانی بود که در سال ۱۹۹۶ برگزار شد. در این مسابقات دو رشته مختلف ژیمناستیک برگزار شد: ژیمناستیک هنری و ژیمناستیک ریتمیک. مسابقات ژیمناستیک ریتمیک از ۱ تا ۴ اوت برگزار شد.

## ژیمناستیک هنری

### مردان
| بازی‌ها             | طلا | نقره | برنز |
| انفرادی تمام اسباب | لی زیائوشوآنگ · چین | الکسی نموف · روسیه                                                                                       | ویتالی شربو · بلاروس |
| تیمی تمام اسباب    | روسیه (RUS) · سرگئی خارکف · نیکولای کریوکوف · الکسی نموف · یوگنی پودگورنی · دمیتری تروش · دمیتری واسیلنکو · الکسی ووروپایف | چین (CHN) · فن بین · فان هونگبین · هوانگ هوادونگ · هوانگ لیپینگ · لی زیائوشوآنگ · شن جیان · ژانگ جینجینگ | اوکراین (UKR) · ایهور کوروبچینسکی · اولگ کوسیاک · گریگوری میسوتین · وولودیمر شمنکو · روستم شاریپوف · الکساندر اسویتلیچنی · یوری یرماکوف |
| حرکات زمینی        | یوانیس ملیسانیدیس · یونان                                                                                                  | لی زیائوشوآنگ · چین                                                                                      | الکسی نموف · روسیه |
| بارفیکس            | آندریاس ویکر · آلمان | کراسیمیر دونف · بلغارستان                                                                                | فن بین · چین · الکسی نموف · روسیه · ویتالی شربو · بلاروس                                                                                |
| میله پارالل        | روستم شاریپوف · اوکراین | جایر لینچ · ایالات متحده آمریکا                                                                          | ویتالی شربو · بلاروس |
| خرک حلقه           | دونگهوا لی · سوئیس | ماریوس اورزیکا · رومانی                                                                                  | الکسی نموف · روسیه |
| دارحلقه            | یوری چچی · ایتالیا | سیلوستر چولانی · مجارستان · دان بورینکا · رومانی                                                         | مدال داده نشد |
| پرش از خرک         | الکسی نموف · روسیه | یئو هونگ-چول · کره جنوبی                                                                                 | ویتالی شربو · بلاروس |

### زنان
| بازی‌ها             | طلا | نقره | برنز |
| انفرادی تمام اسباب | لیلیا پودکوپایوا · اوکراین                                                                                                | جینا گوگیان · رومانی | سیمونا امانار · رومانی · لاوینیا میلوشوویسی · رومانی                                                                |
| تیمی تمام اسباب    | ایالات متحده آمریکا (USA) · آماندا بوردن · ایمی چو · دومینیک داوز · شانون میلر · دومینیک موکئانو · جیسی فلپس · کری استراگ | روسیه (RUS) · النا دولگوپولووا · روزالیا گالیوا · النا گروشوا · اسوتلانا خورکینا · دینا کوچتکوا · اوگنیا کوزنتسووا · اوکسانا لیاپینا | رومانی (ROU) · سیمونا امانار · جینا گوگیان · یونلا لوآیش · الکساندرا مارینسکو · لاوینیا میلوشوویسی · میرلا توگورلان |
| چوب موازنه         | شانون میلر · ایالات متحده آمریکا                                                                                          | لیلیا پودکوپایوا · اوکراین | جینا گوگیان · رومانی                                                                                                |
| حرکات زمینی        | لیلیا پودکوپایوا · اوکراین                                                                                                | سیمونا امانار · رومانی | دومینیک داوز · ایالات متحده آمریکا                                                                                  |
| پارالل ناهم‌سطح     | اسوتلانا خورکینا · روسیه                                                                                                  | ایمی چو · ایالات متحده آمریکا · بی ونجینگ · چین                                                                                      | مدال داده نشد |
| پرش از خرک         | سیمونا امانار · رومانی | مو هویلن · چین | جینا گوگیان · رومانی                                                                                                |

## ژیمناستیک ریتمیک
| بازی‌ها       | طلا | نقره | برنز |
| انفرادی زنان | کاترینا سربریانسکا · اوکراین                                                                                  | یانینا باتیرچینا · روسیه                                                                                         | اولنا ویتریچنکو · اوکراین |
| گروهی زنان   | اسپانیا (ESP) · استلا خیمنس · مارتا بالدو · نوریا کابانیاس · لورنا گورندس · استیبالیس مارتینس · تانیا لامارکا | بلغارستان (BUL) · اینا دلتچوا · Valentina Kevlian · Maria Koleva · Maja Tabakova · ایولینا تالوا · ویارا واتاشکا | روسیه (RUS) · یوگنیا بوچکاریووا · ایرینا دزیوبا · یولیا ویکتوروفنا ایوانووا · یلنا کریووشی · اولگا شتیرنکو · آنجلینا یوشکووا |

## جدول مدال‌ها
| رتبه  | کشور                      | طلا | نقره | برنز | مجموع |
| ۱     | اوکراین (UKR)             | ۴   | ۱    | ۲    | ۷     |
| ۲     | روسیه (RUS)               | ۳   | ۳    | ۴    | ۱۰    |
| ۳     | ایالات متحده آمریکا (USA) | ۲   | ۲    | ۱    | ۵     |
| ۴     | رومانی (ROU)              | ۱   | ۴    | ۵    | ۱۰    |
| ۵     | چین (CHN)                 | ۱   | ۴    | ۱    | ۶     |
| ۶     | اسپانیا (ESP)             | ۱   | ۰    | ۰    | ۱     |
| ۶     | آلمان (GER)               | ۱   | ۰    | ۰    | ۱     |
| ۶     | یونان (GRE)               | ۱   | ۰    | ۰    | ۱     |
| ۶     | ایتالیا (ITA)             | ۱   | ۰    | ۰    | ۱     |
| ۶     | سوئیس (SUI)               | ۱   | ۰    | ۰    | ۱     |
| ۱۱    | بلغارستان (BUL)           | ۰   | ۲    | ۰    | ۲     |
| ۱۲    | کره جنوبی (KOR)           | ۰   | ۱    | ۰    | ۱     |
| ۱۲    | مجارستان (HUN)            | ۰   | ۱    | ۰    | ۱     |
| ۱۴    | بلاروس (BLR)              | ۰   | ۰    | ۴    | ۴     |
| مجموع | مجموع                     | ۱۶  | ۱۸   | ۱۷   | ۵۱    |